# Китаками
Кита́ками (яп. 北上市 Китаками-си) — город в Японии, находящийся в южной части префектуры Иватэ. Площадь города составляет 437,55 км², население — 93 344 человека (1 августа 2014), плотность населения — 213,33 чел./км².

## Географическое положение
Город расположен на острове Хонсю в префектуре Иватэ региона Тохоку. С ним граничат города Ханамаки, Осю и посёлки Нисивага, Канегасаки.
Город расположен в юго-западной части префектуры Иватэ и в центре бассейна реки Китаками. Расстояние до города Мориока, где находится префектура, составляет около 45 км, до города Сендай — около 138 км, до города Акита — около 107 км, а до Токио — около 490 км. В центре местности раскинулась котловина Китаками, на востоке — горы Китаками, а на западе — горный хребет Оу. Река Китаками, текущая на юг в восточной части равнины, и река Вага, текущая на восток, в центре города сливаются. Высота над уровнем моря составляет около 50-200 м на равнинах и около 200-400 м на восточных холмах.

## Население
Население города составляет 93 344 человека (1 августа 2014), а плотность — 213,33 чел./км². Изменение численности населения с 1980 по 2005 годы:
| 1980 | 76 633 чел. |  |
| 1985 | 80 248 чел. |  |
| 1990 | 82 902 чел. |  |
| 1995 | 87 969 чел. |  |
| 2000 | 91 501 чел. |  |
| 2005 | 94 321 чел. |  |

 Китаками  является четвёртым по величине городом в префектуре Ивате после Мориока, Осю и Итиносеки. Расположенный в южной части префектуры, он вместе с городом-побратимом Ханамаки образует агломерацию Китаками (агломерация Китаками/Ханамаки).
Город Китаками — один из немногих населённых пунктов префектуры Иватэ, число жителей которого увеличивается, в то время как количество жителей многих других городов и поселений префектуры сокращается. В последние годы вокруг станции Китаками один за другим строились кондоминиумы и отели, и городской пейзаж менялся в связи с ростом населения. В районе выросло большое количество учебных заведений и Китаками превратился в студенческий город.

## Символика
Деревом города считается сакура, птицей — горная трясогузка.

## Климат
Хотя город относится к климатической зоне восточного тихоокеанского побережья Японии, его климат также имеет признаки континентального, поскольку город располагается между горным хребтом Оу и горами Китаками. В Китаками влажный климат, характеризующийся мягким летом и холодной зимой. Среднегодовая температура в городе Китаками составляет 10,5 ℃. Среднегодовое количество осадков составляет 1319 мм, при этом сентябрь является самым влажным месяцем, а февраль ― самым засушливым месяцем. Температура в среднем самая высокая в августе, около 24,3 ℃, а самая низкая в январе, около -2,4 ℃.
- Экстремальная максимальная температура 36,8 ℃ (9 августа 1994 года).
- Экстремальная минимальная температура -17,4 ℃ (17 февраля 1980 года).

## Галерея

Виды Китаками
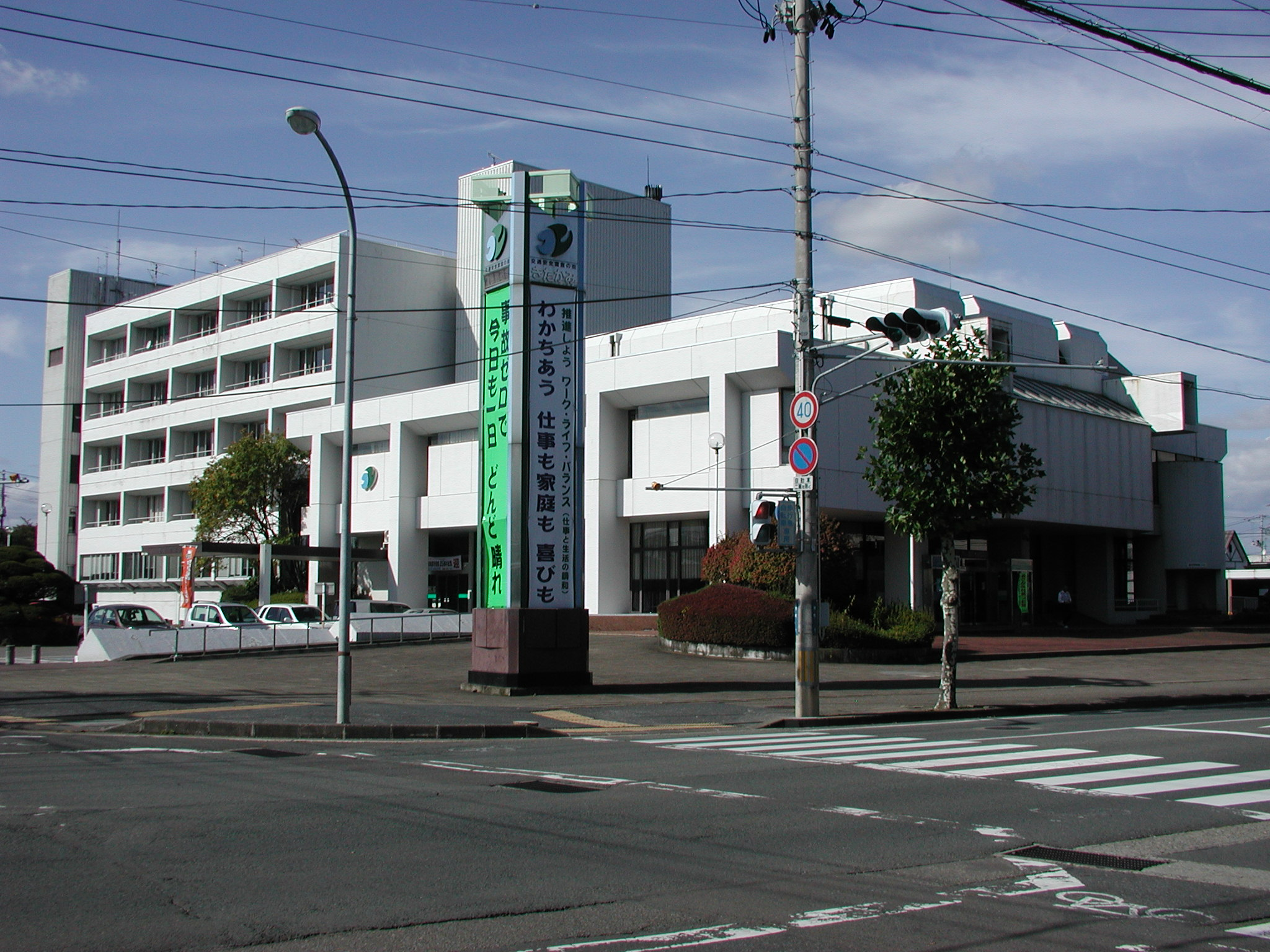
Городская мэрия
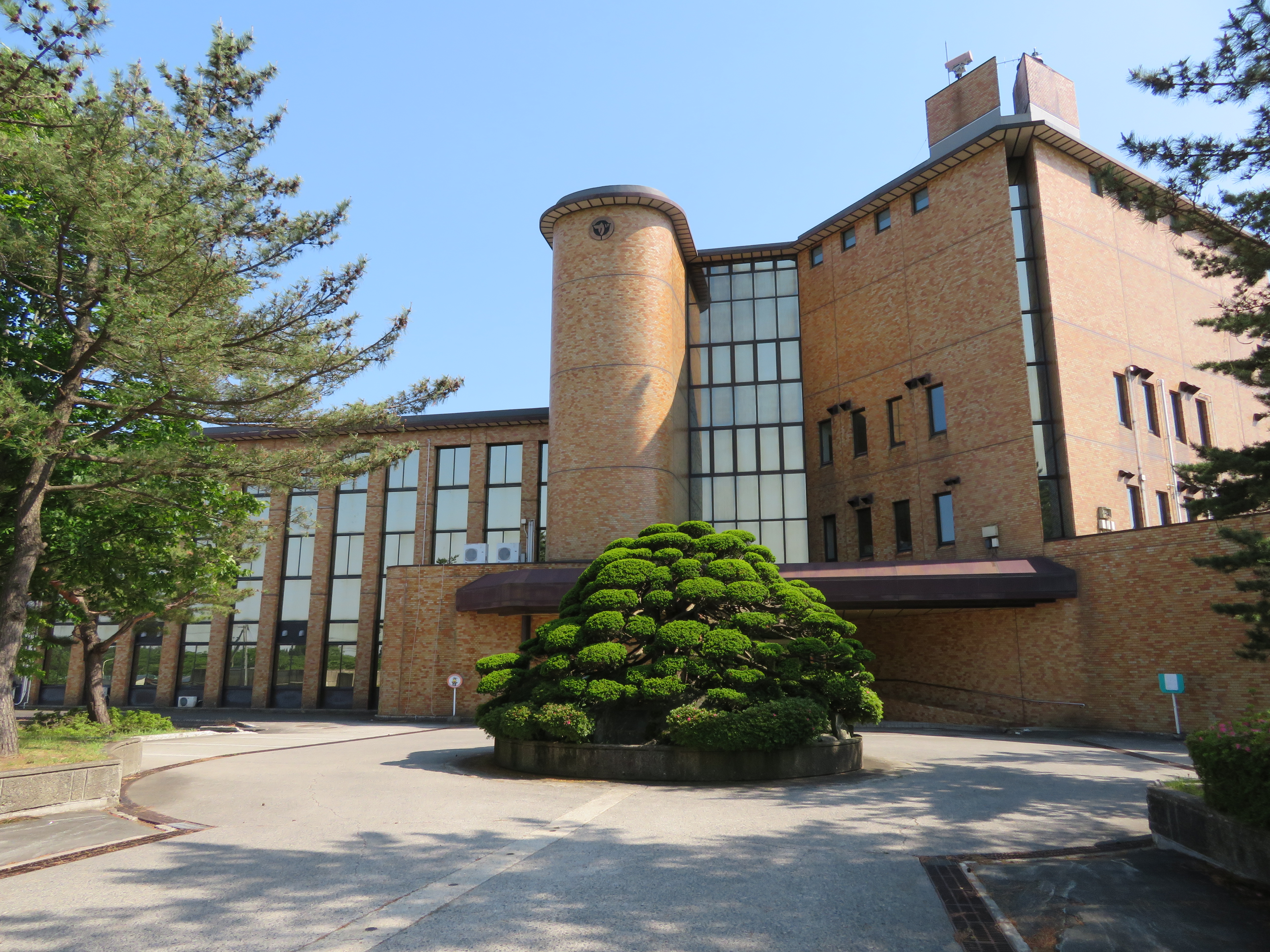
Административное здание Сити Вага
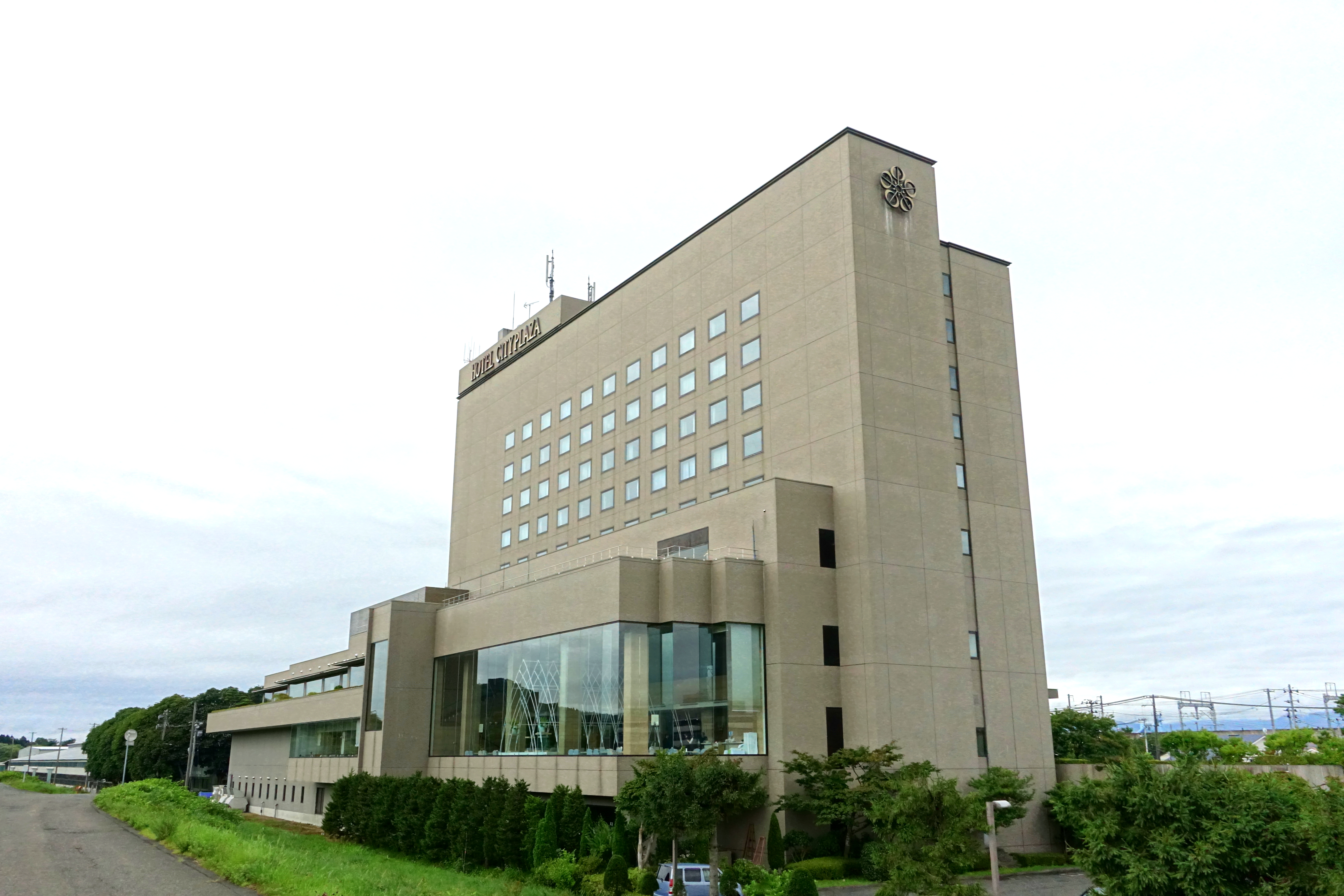
Гостиница Сити Плаза
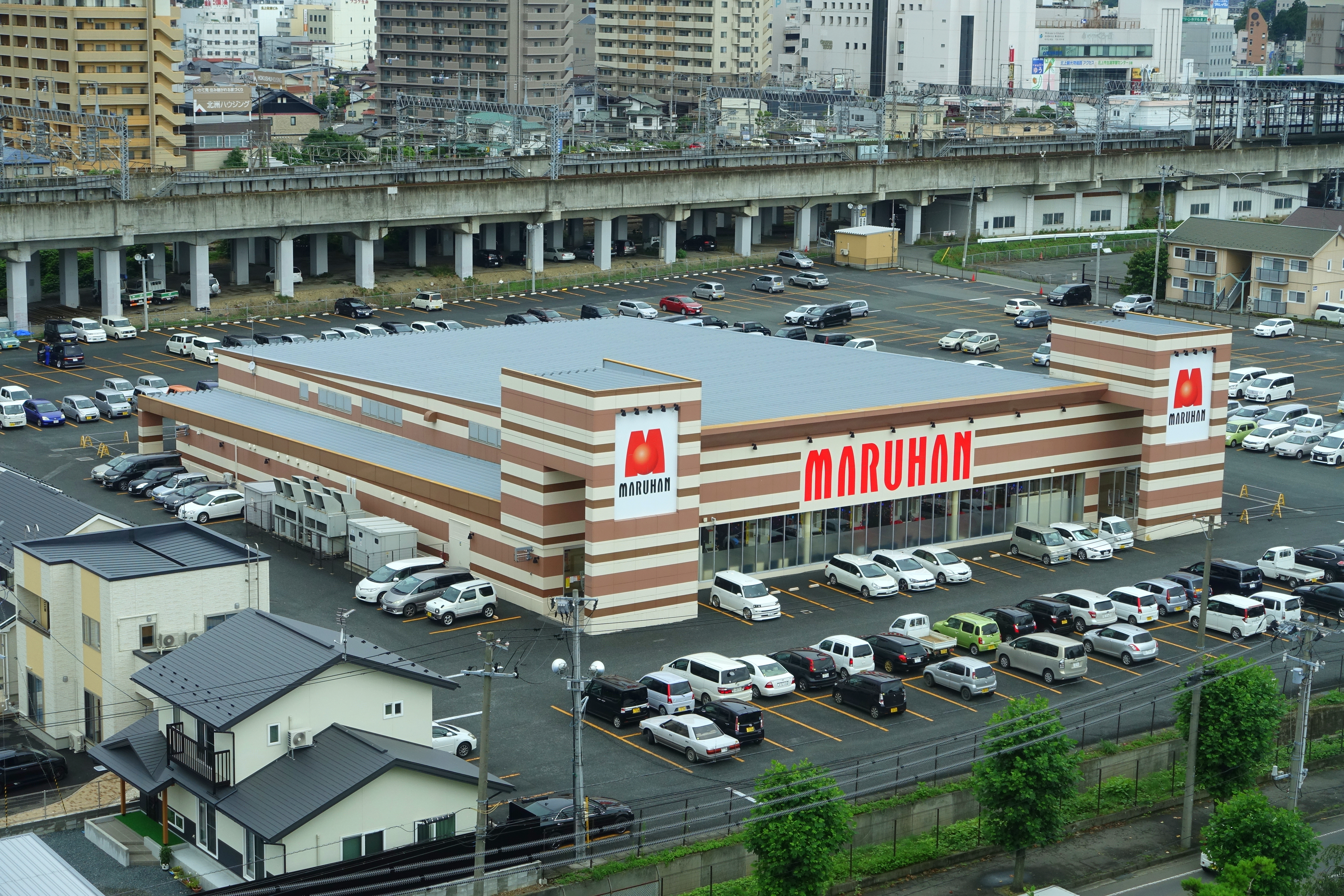
Торговый центр Maruhan
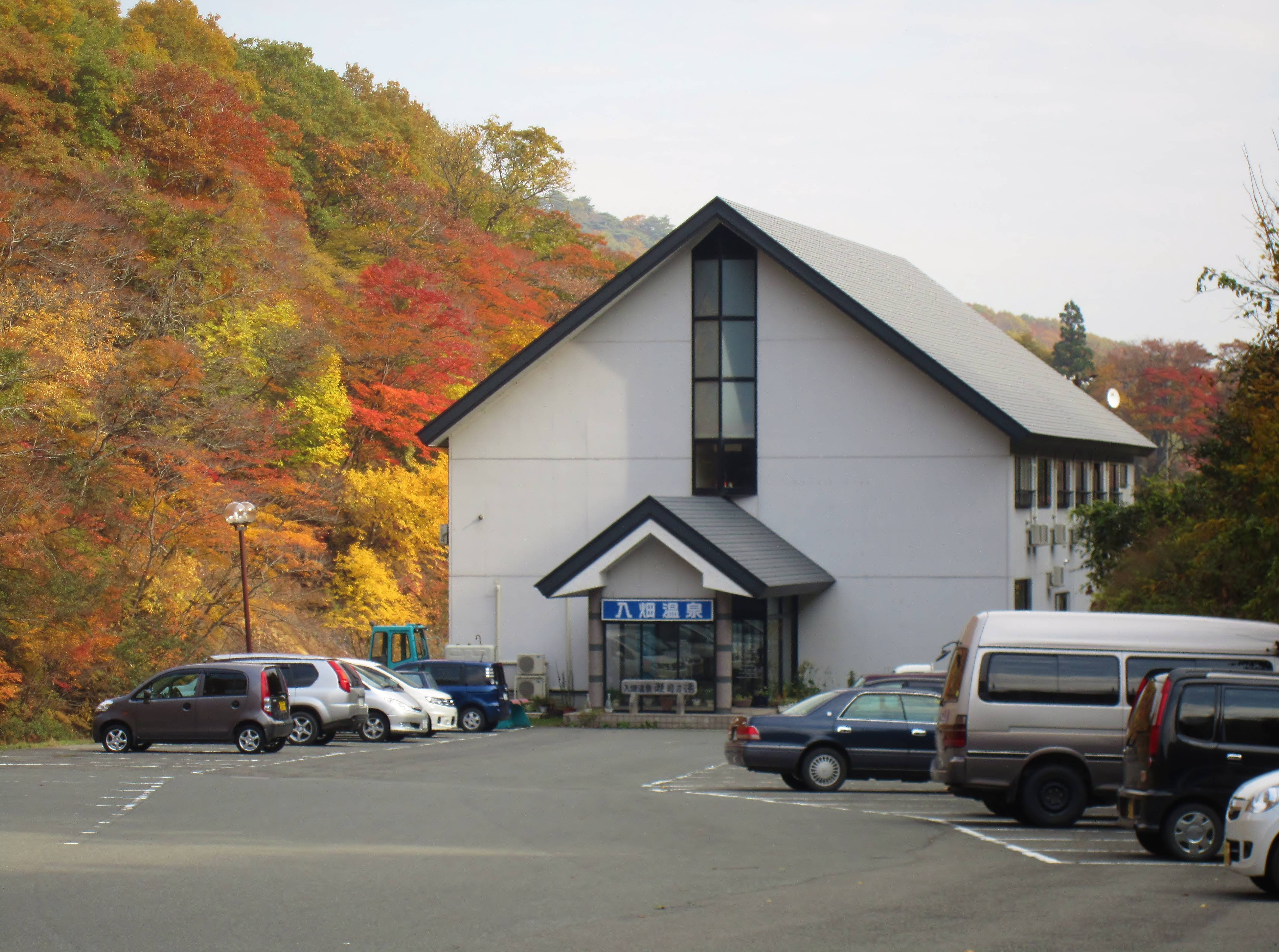
Онсэн на горячем источнике Ирихата
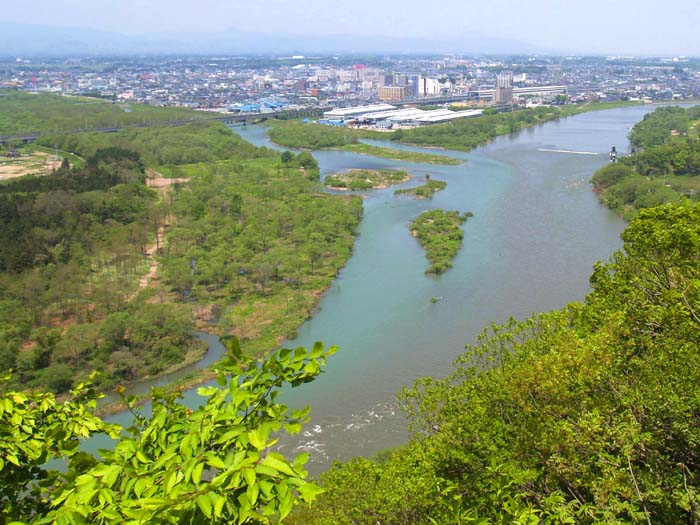
Место впадения реки Вага (слева) в реку Китаками в южной стороне города

## Достопримечательности
Город известен цветущей сакурой в городском парке Тэнсёти. Парк Тэнсёти на берегу реки Китаками, известен как знаменитое место цветения сакуры. Деревья были посажены в рамках проекта по посадке вишневых деревьев в 1920 году. В настоящее время на участке площадью около 29 тысяч квадратных метров насчитывается около 10 тысяч вишневых деревьев и 100 тысяч азалий. В 1990 году парк был сертифицирован Японской ассоциацией цветения сакуры, как одно из 100 лучших мест любования цветением сакуры в Японии. С начала апреля по май здесь проходит фестиваль сакуры Тэнсёти. Зимой в Тэнсёти прилетают лебеди.
В истоках реки Вага и её основного притока реки Гэто (夏油川, Гэто-гава), расположены в геологически активных районах, которые образуют горячие источники для многочисленных онсэнов. В истоке реки Гето расположены популярные достопримечательности: Гэто Онсен и горнолыжный курорт Гэто Когэн. 
В доисторические времена периода Дзёмон долина реки Вага была заселена, артефакты этих поселений можно найти во многих местах. Одно из наиболее известных мест находится в Кунэнбаси (九年橋, Кунэнбаси), где Вага впадает в реку Китаками. В результате раскопок были найдены каменные мечи, таблички и инструменты, а также глиняные фигурки, серьги, черепки и даже акулий зуб, относящиеся к позднему периоду Дзёмон (1300—300 гг. до н. э.).
Этнографическая деревня Митиноку ― музей под открытым небом, в который перенесены старинные японские дома различных периодов. Среди них — доисторическая примитивная яма с крышей из веток, усадьба фермера и дом торговца, реконструированная усадьба самурая, или «Дом Хосикава», внесённая в список важных культурных ценностей Японии.
Городской музей Китаками ― музей, открытый в 1975 году. Экспозиция музея посвящена истории города Китаками и людей, живших в городе и бассейне реки Китаками.
Гокуракудзи ― буддийский храм, расположенный у подножия горы  Куними высотой 244 метра. Храм принадлежит секте Сингон, и его главным изображением является статуя  Амита Будды, самой почитаемой (центральной) фигуры в буддийской школе «Чистой земли». Храм является национальным историческим местом и важным культурным достоянием Японии.
Музей чертей ― музей открыт в 1994 году. Помимо постоянного выставочного зала есть выставочные площади различного вида. В выставочном пространстве представлено много разнообразных масок демонов. Несколько масок в стеклянных ящиках оснащены датчиками. При приближении посетителя они меняют выражение лица на поистине пугающее.  В вестибюле выставлены персонажи известной манга «GeGeGe no Kitarou», написанной и иллюстрированной Сигэру Мидзуки.
Выставочный комплекс парка Тэнсёти ― музей, расположенный в парке Тэнсёти. 
Мемориальный зал Сато Хатиро ― мемориальный зал, созданное для хранения литературного наследия поэта и писателя Хатиро Сато (1903―1973).
Коралловый мост ― мост через реку Китаками.
Гето Онсен ― традиционный рёкан с природными термальными ваннами, основанный в 1134 году.
Гето Коген ― горнолыжный курорт (количество трасс ― 14, общая длина трасс ― 13 км, самый длинный склон ― 3000 м). В месте расположения Гето Коген часто выпадает больше снега, чем где-либо на Хонсю.
Замок Футако ― замок резиденция клана Вага. В настоящее время остались руины замка и памятный камень.
Плотина Ирихата ― плотина на реке Китаками, построенная в 1990 году.
В Китаками находится могила известной писательницы и поэтессы периода Хэйан Идзуми-сикибу.

Достопримечательности
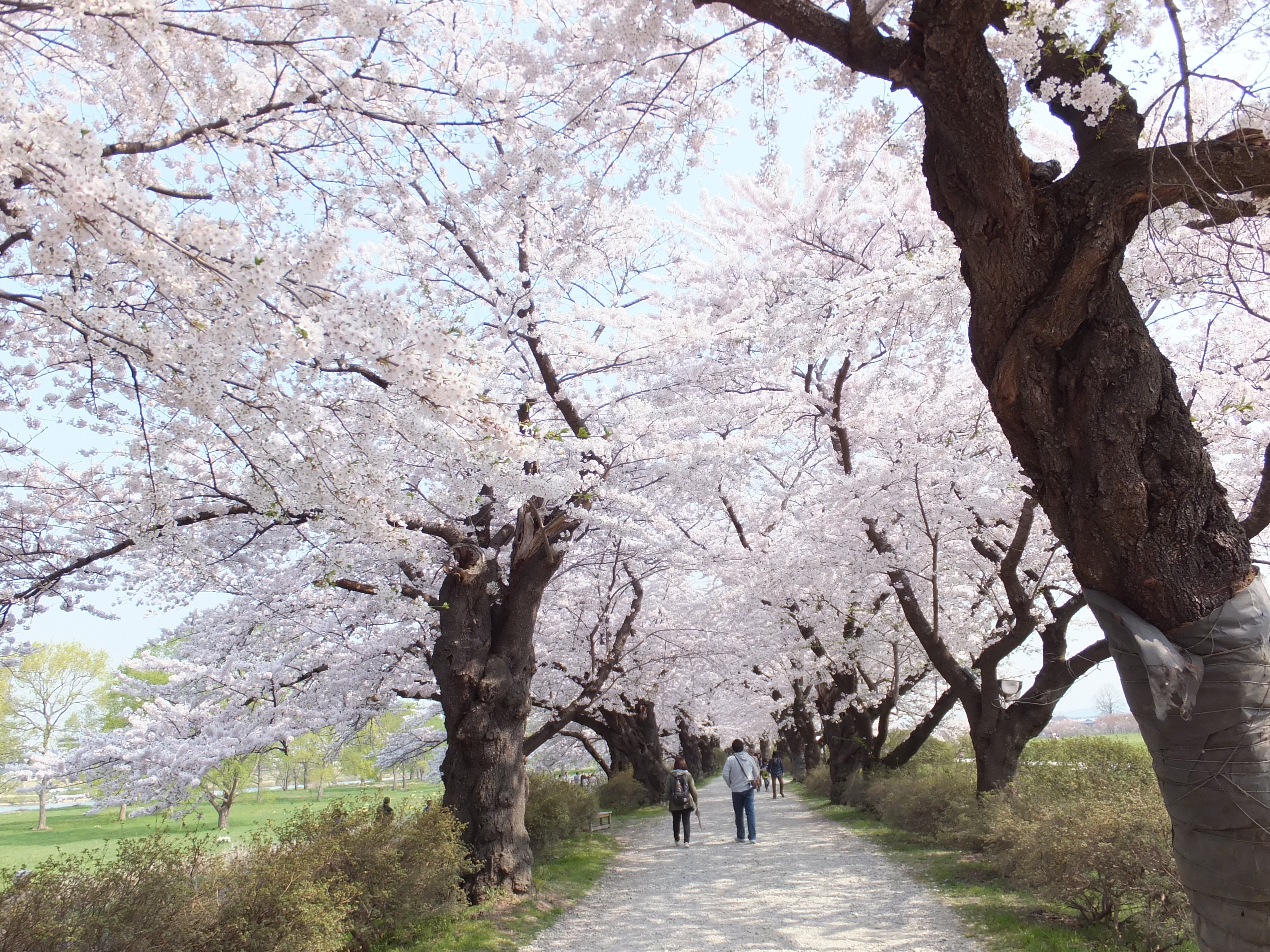
Цветение сакуры в парке
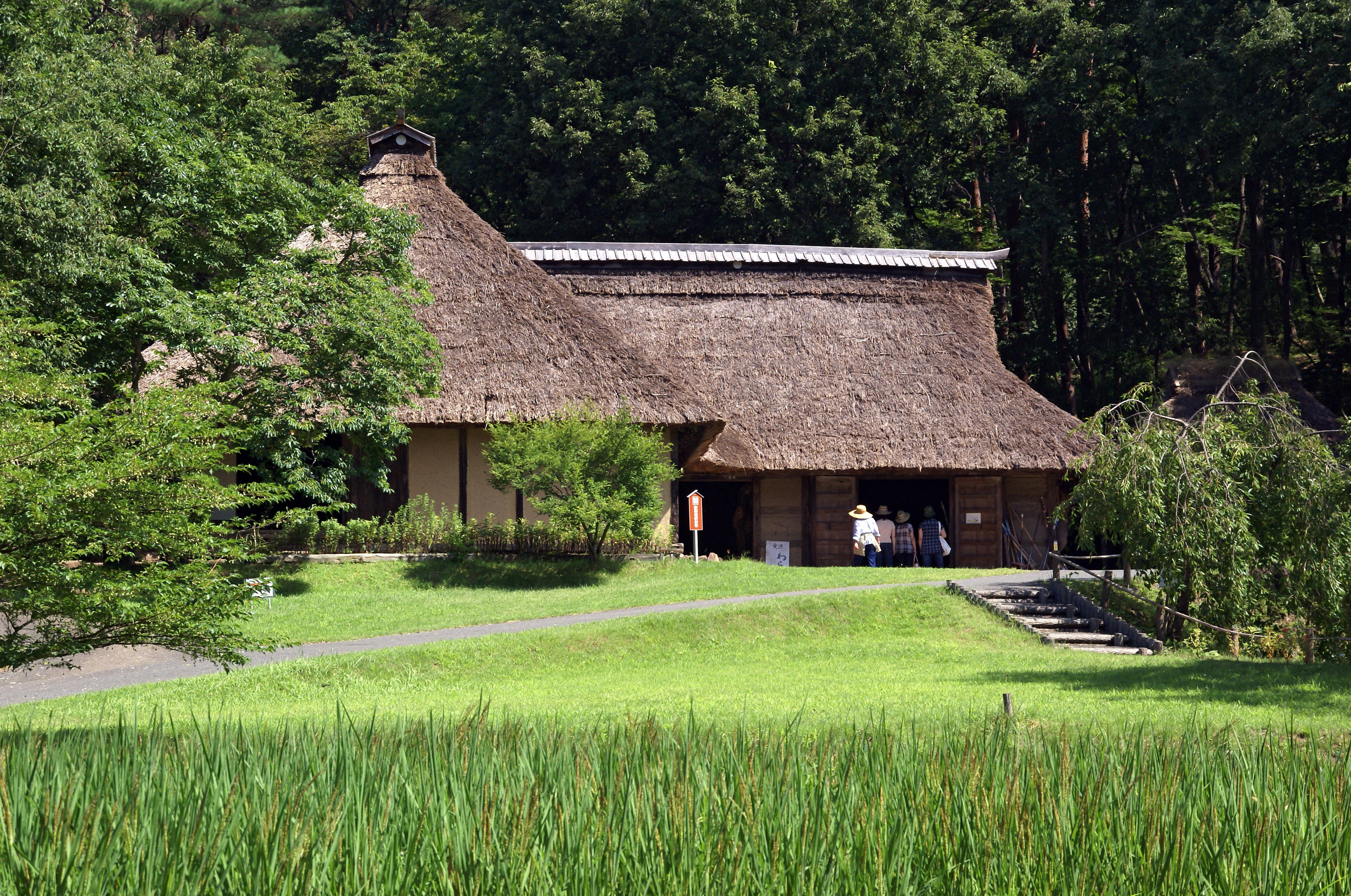
Этнографическая деревня Митиноку
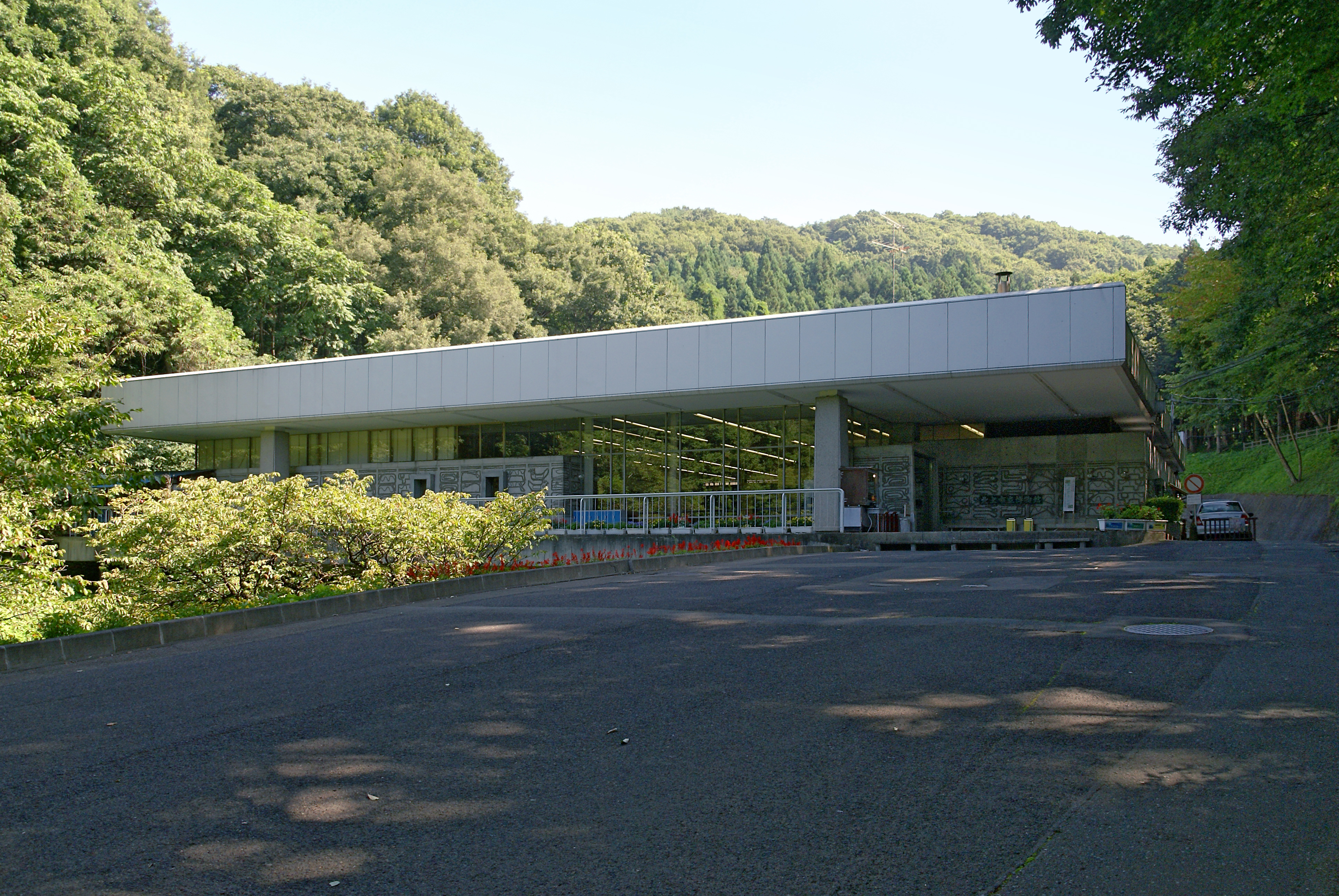
Городской музей Китаками
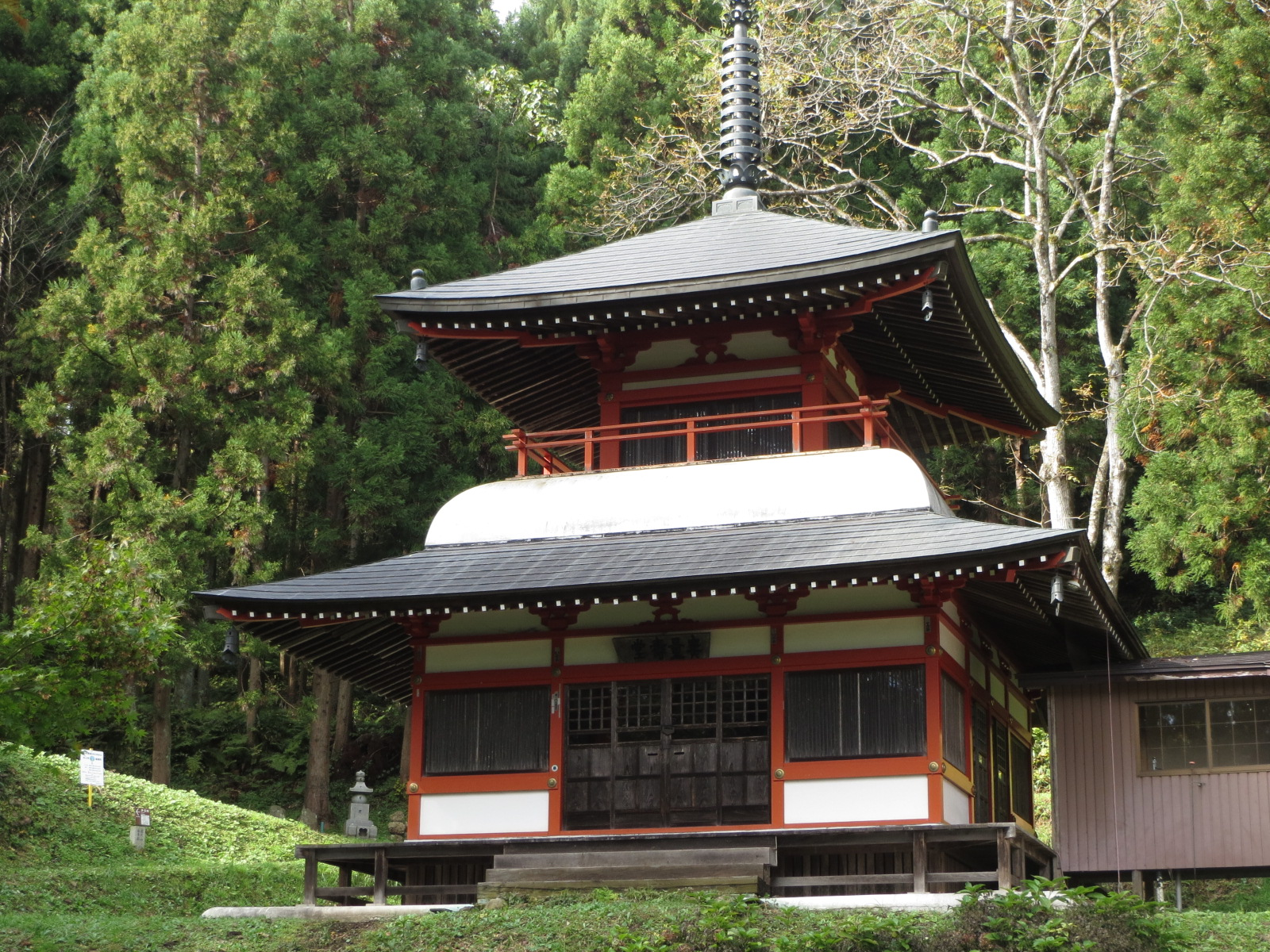
Буддийский храм Гокуракудзи
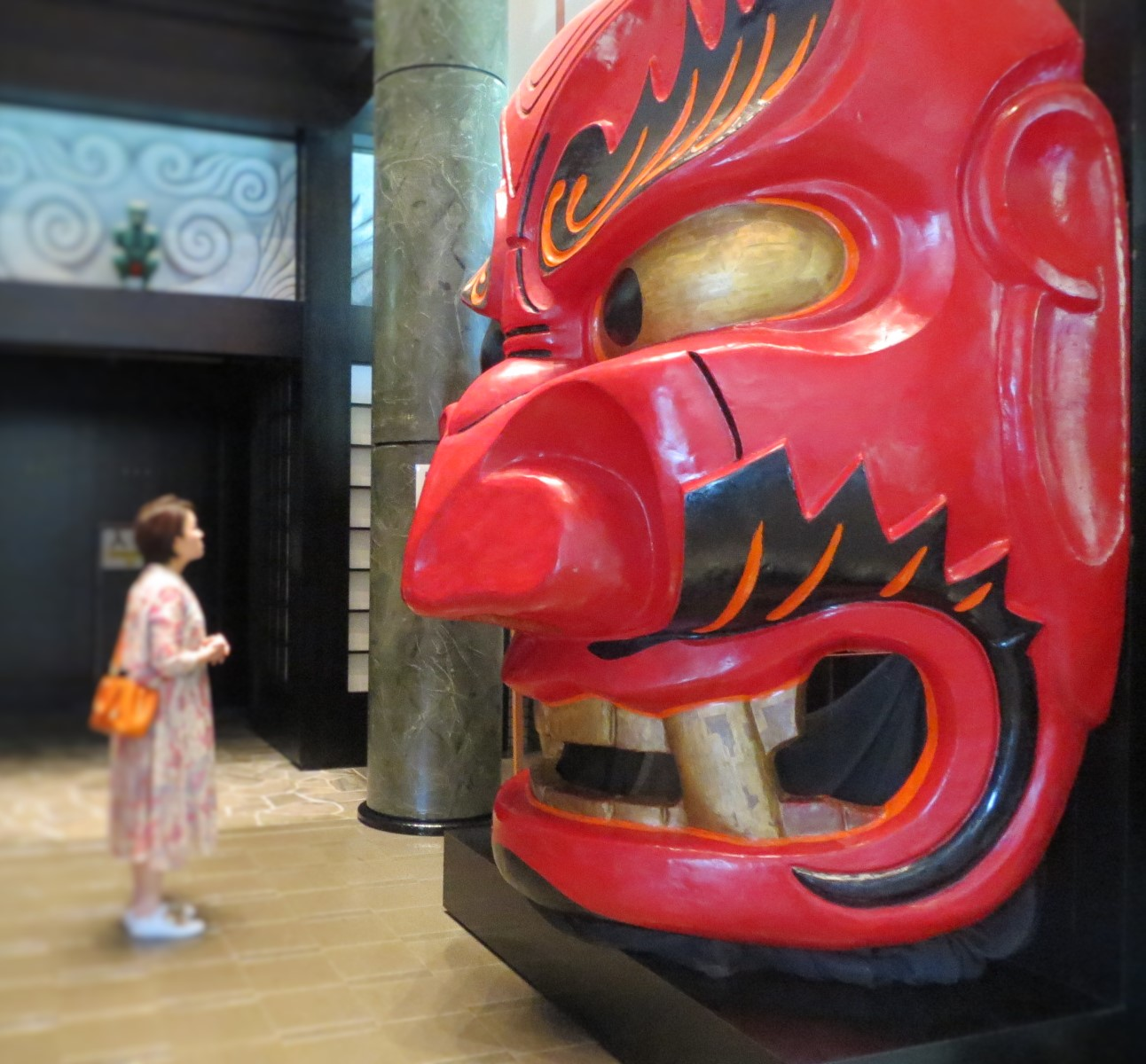
Гигантская маска демона в музее чертей
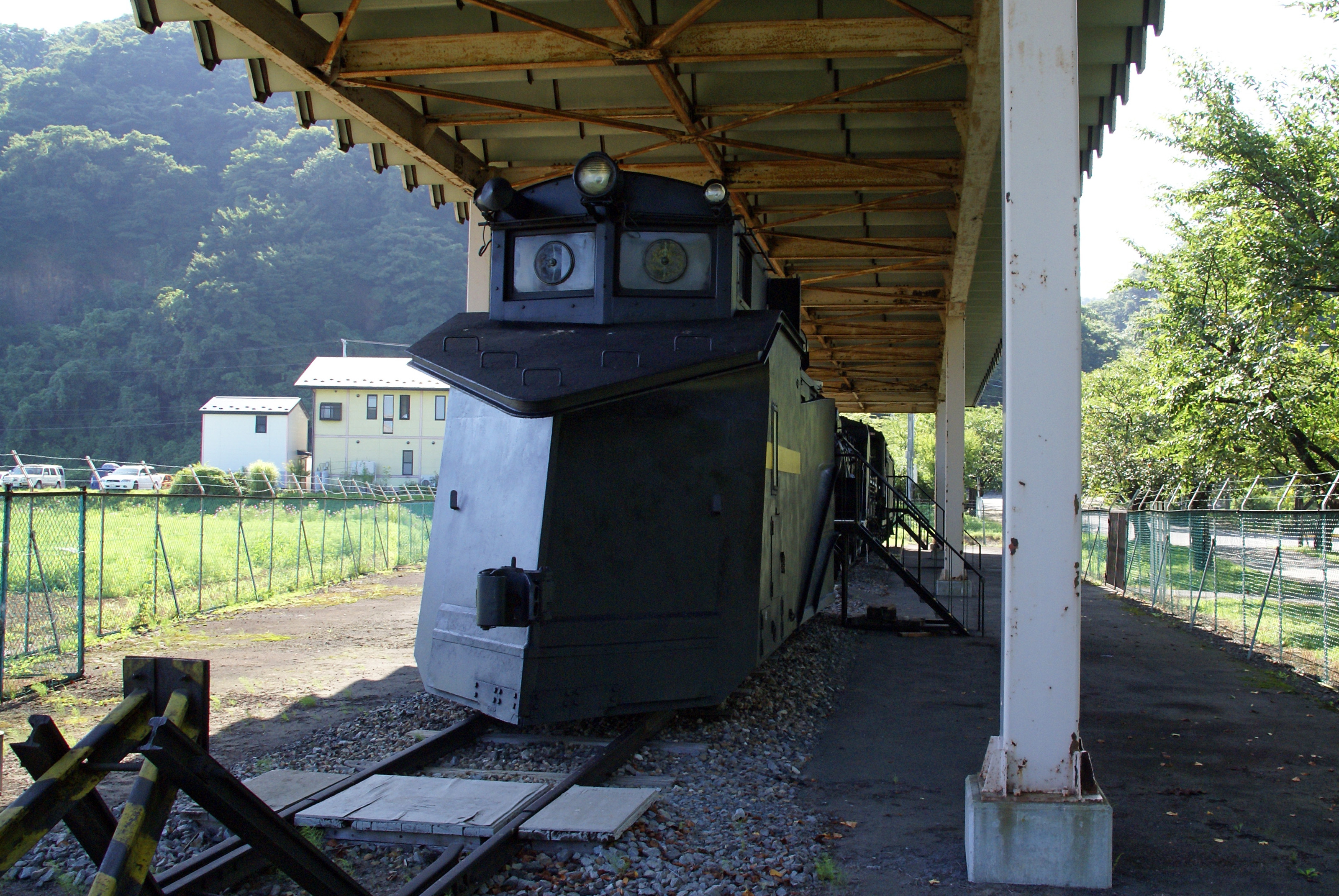
Паровоз-снегоочиститель в выставочном комплексе парка Тэнсёти
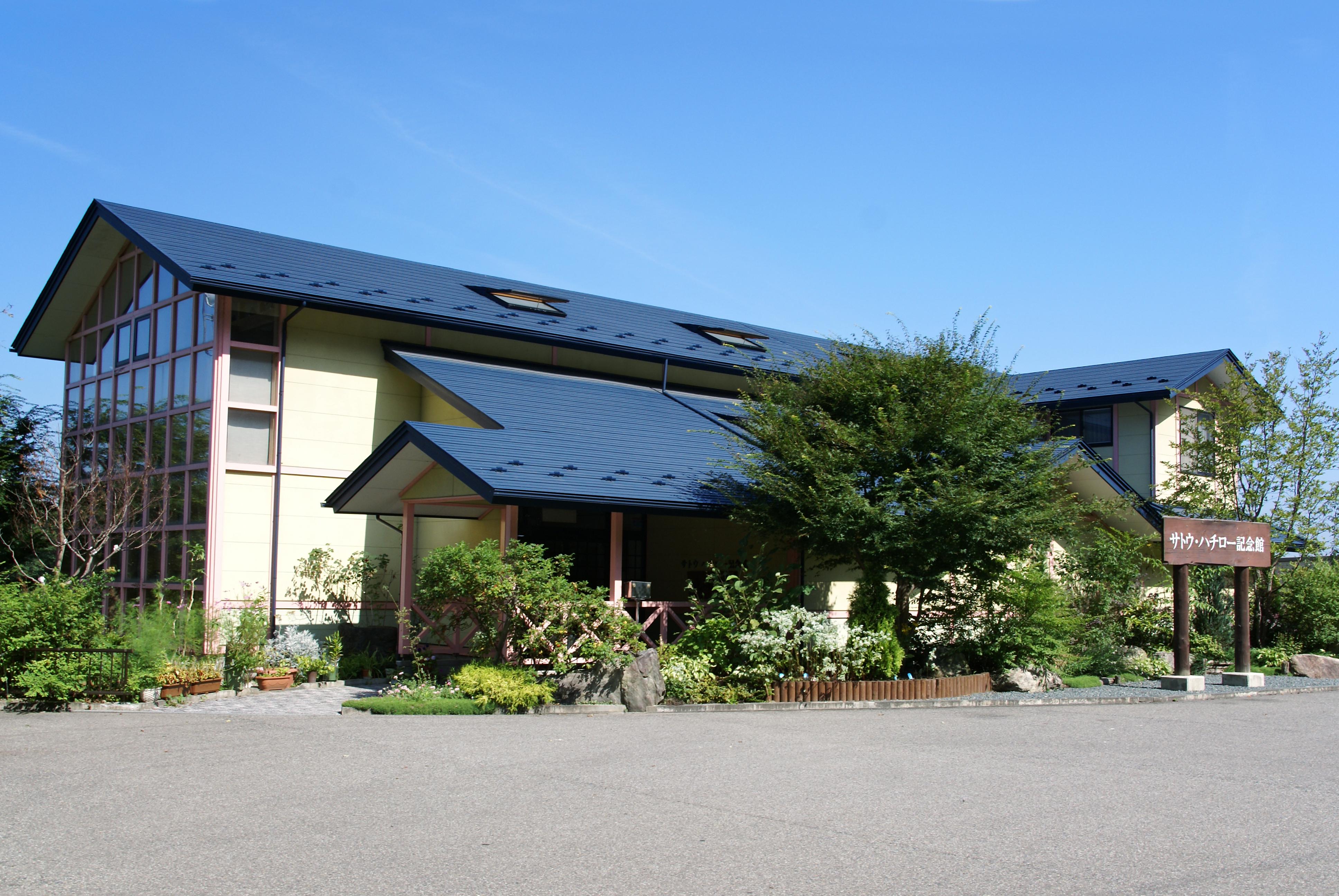
Мемориальный зал Сато Хатиро
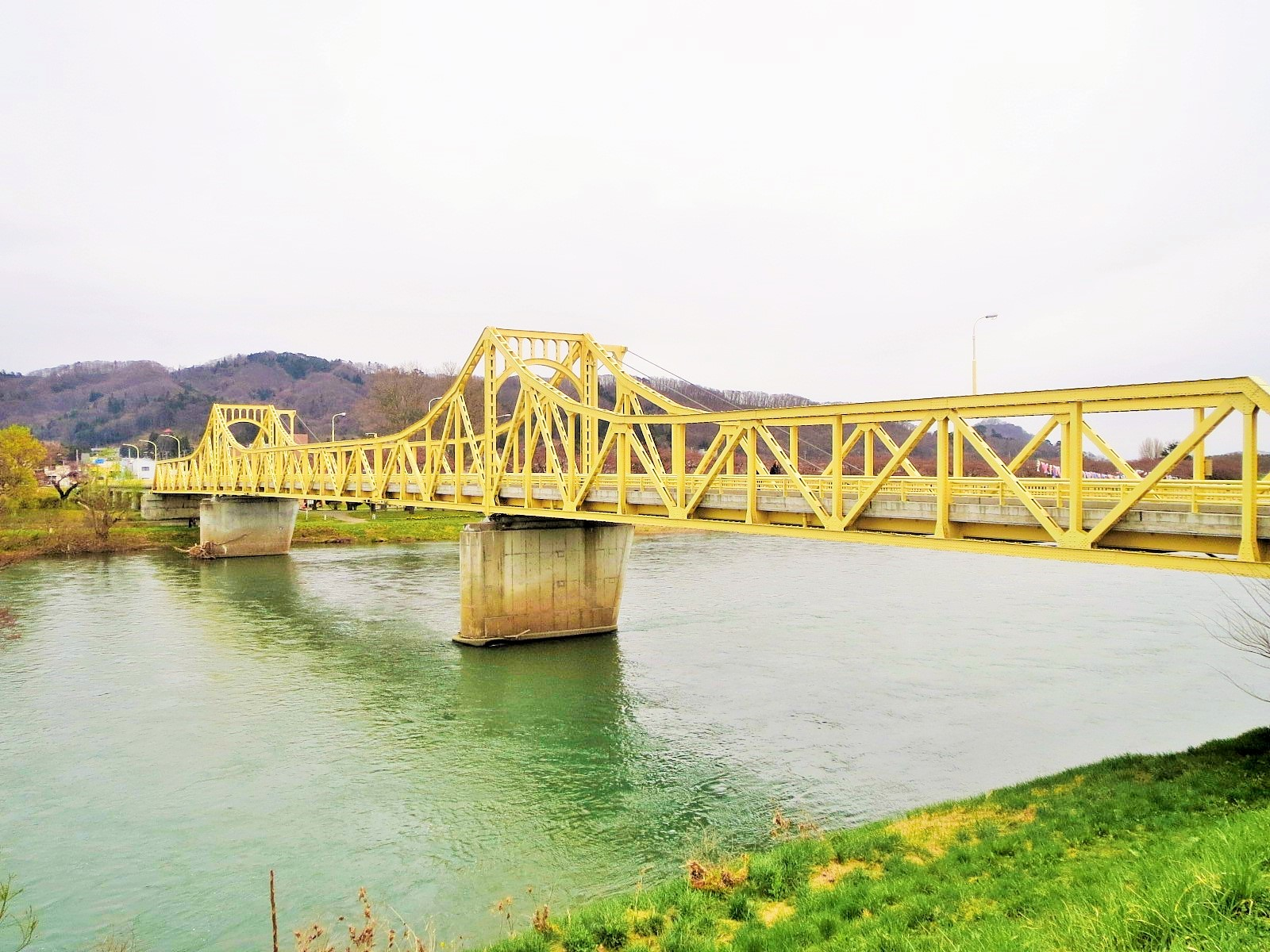
Коралловый мост через реку Китаками
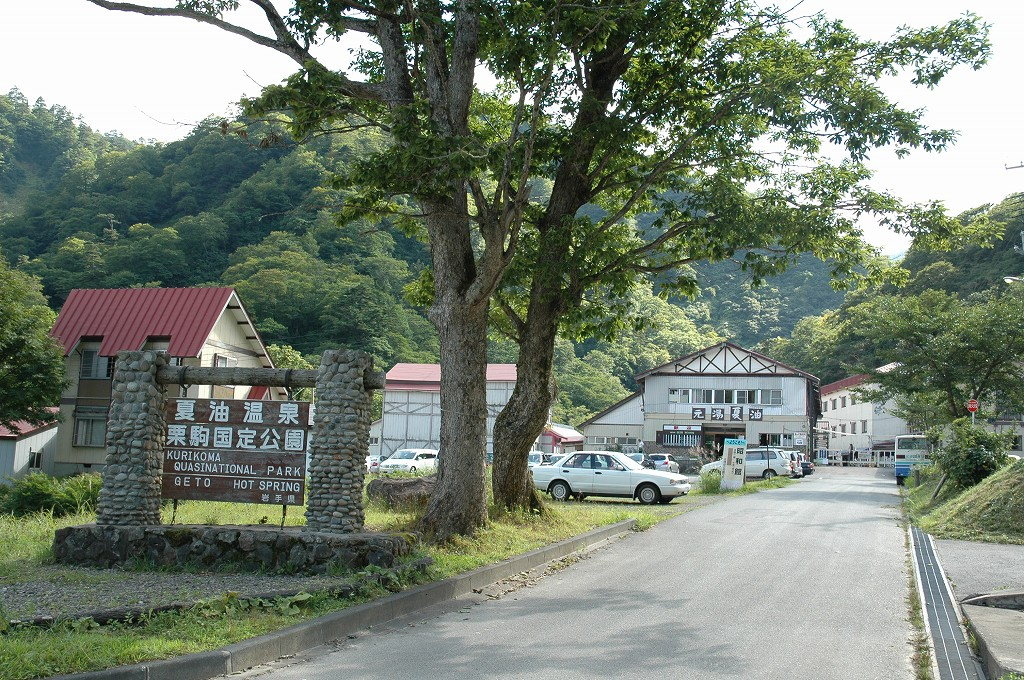
Комплекс Гето Онсен
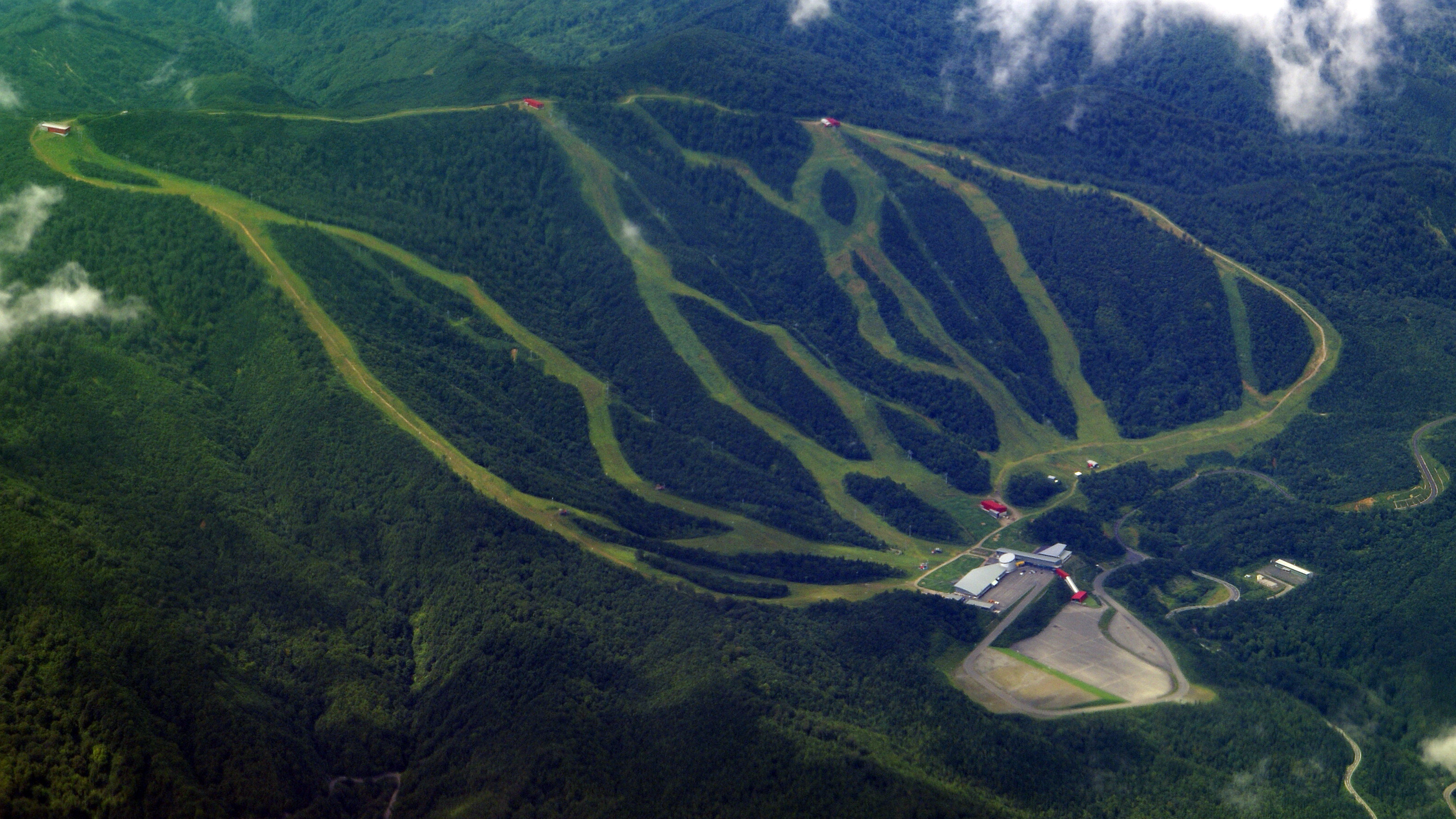
Горнолыжный курорт Гето Коген
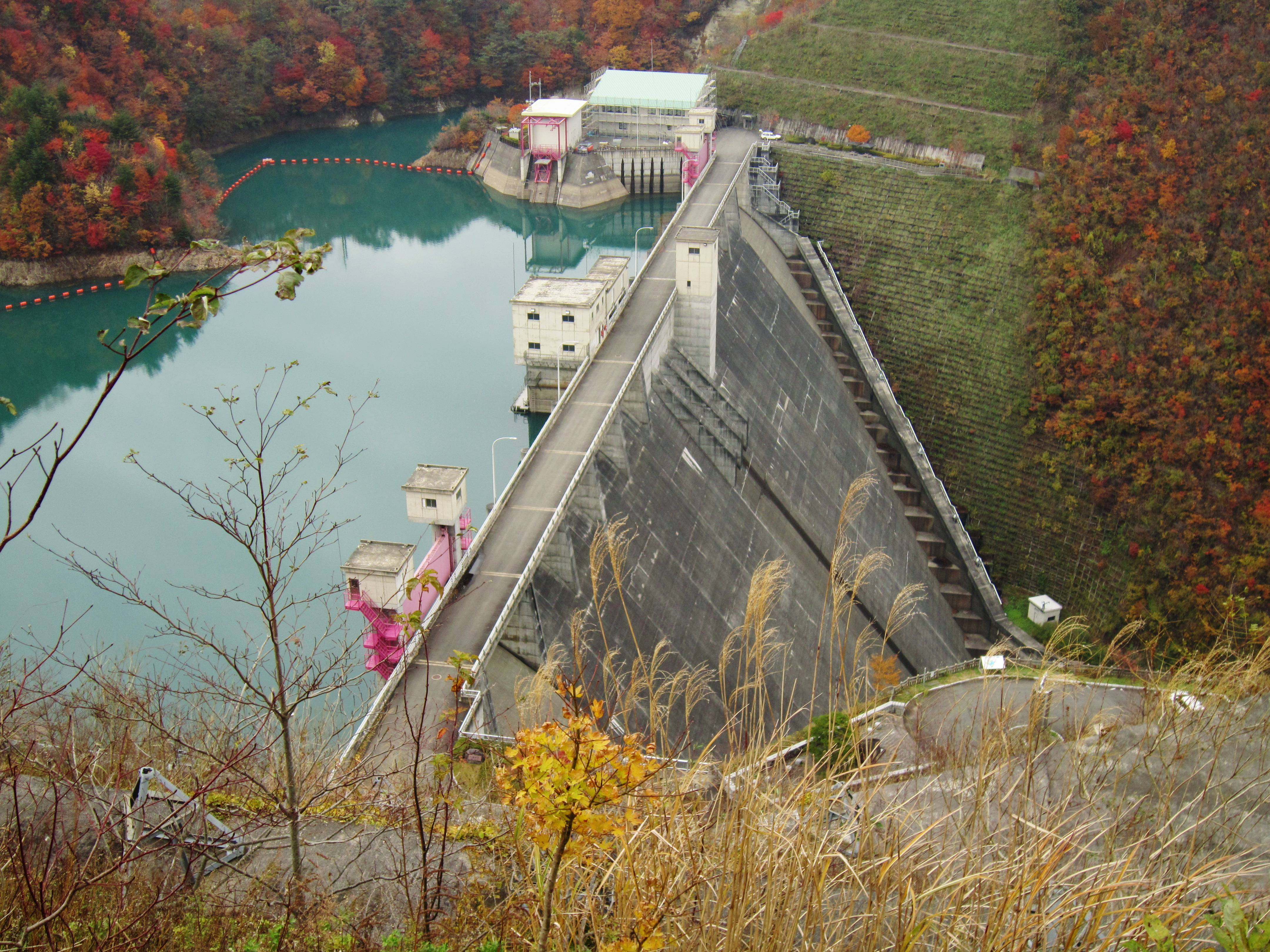
Плотина Ирихата
Памятный камень на руинах замка Футако

Фестиваль традиционных танцев Китаками ― ежегодный фестиваль, проводимый в течение трёх дней (в первую субботу, воскресенье и второй понедельник августа). Визитной карточкой города является традиционный «Танец демонов с мечами», появившийся ещё в первом тысячелетии нашей эры. Танец исполняется группой из восьми танцоров, наряженных демонами, во время летних фестивалей традиционных танцев, проводимых в городе. В дополнение к «Танцу с мечом дьявола», представляющему Китаками, показываются традиционные танцы исполнителей со всего региона Тохоку, такие как танец оленя и танец тигра. В последний (третий) день фестиваля на берегу реки Китаками устраивается фейерверк. В представлении сочетаются музыка, запуск фейерверков и плавучих фонариков на воду (по реке Китаками плывут 10 000 фонариков, а в небо выпускают столько же фейерверков). Это один из крупнейших фестивалей фейерверков в регионе Тохоку.

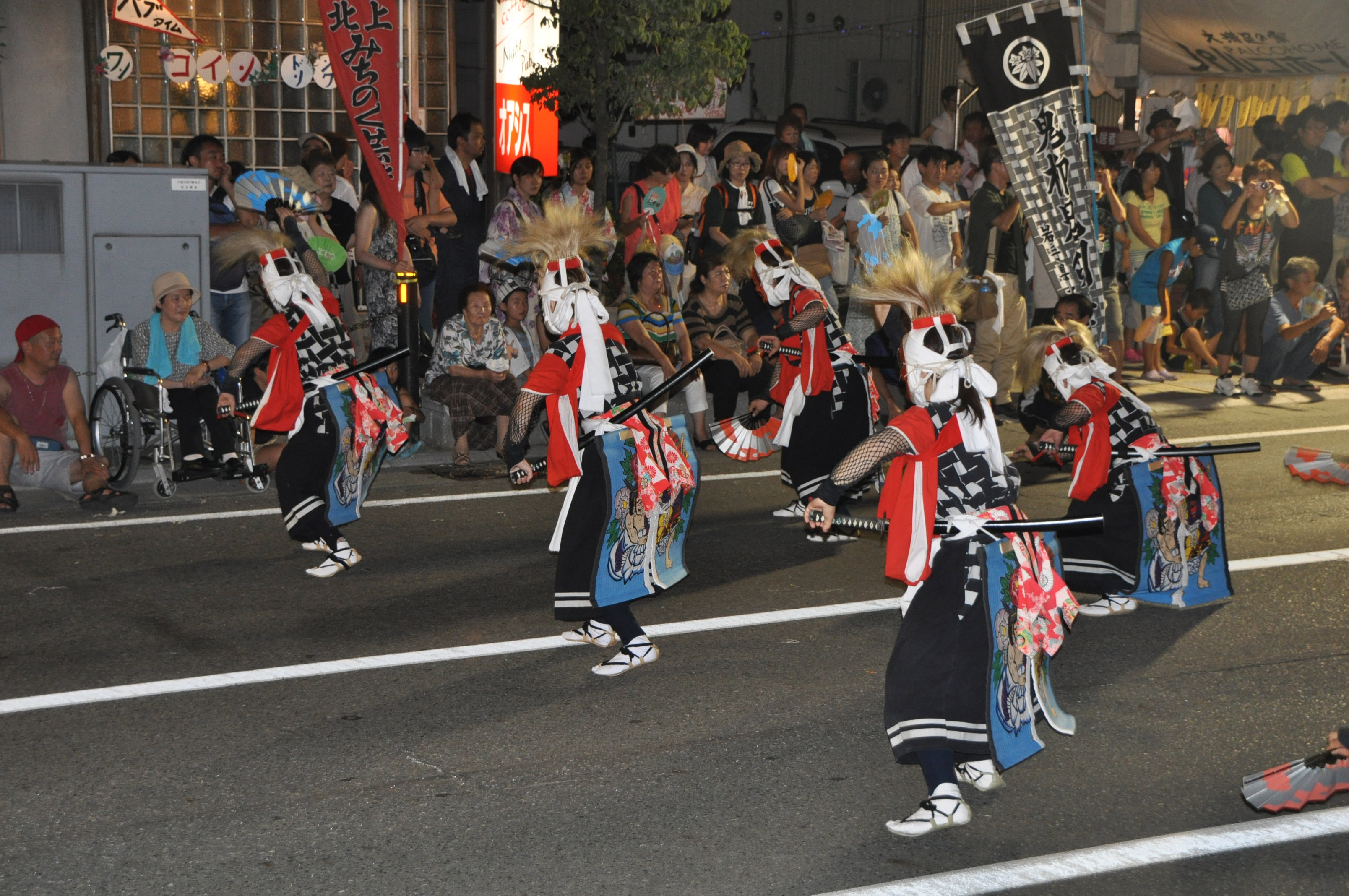
Танец демонов с мечами
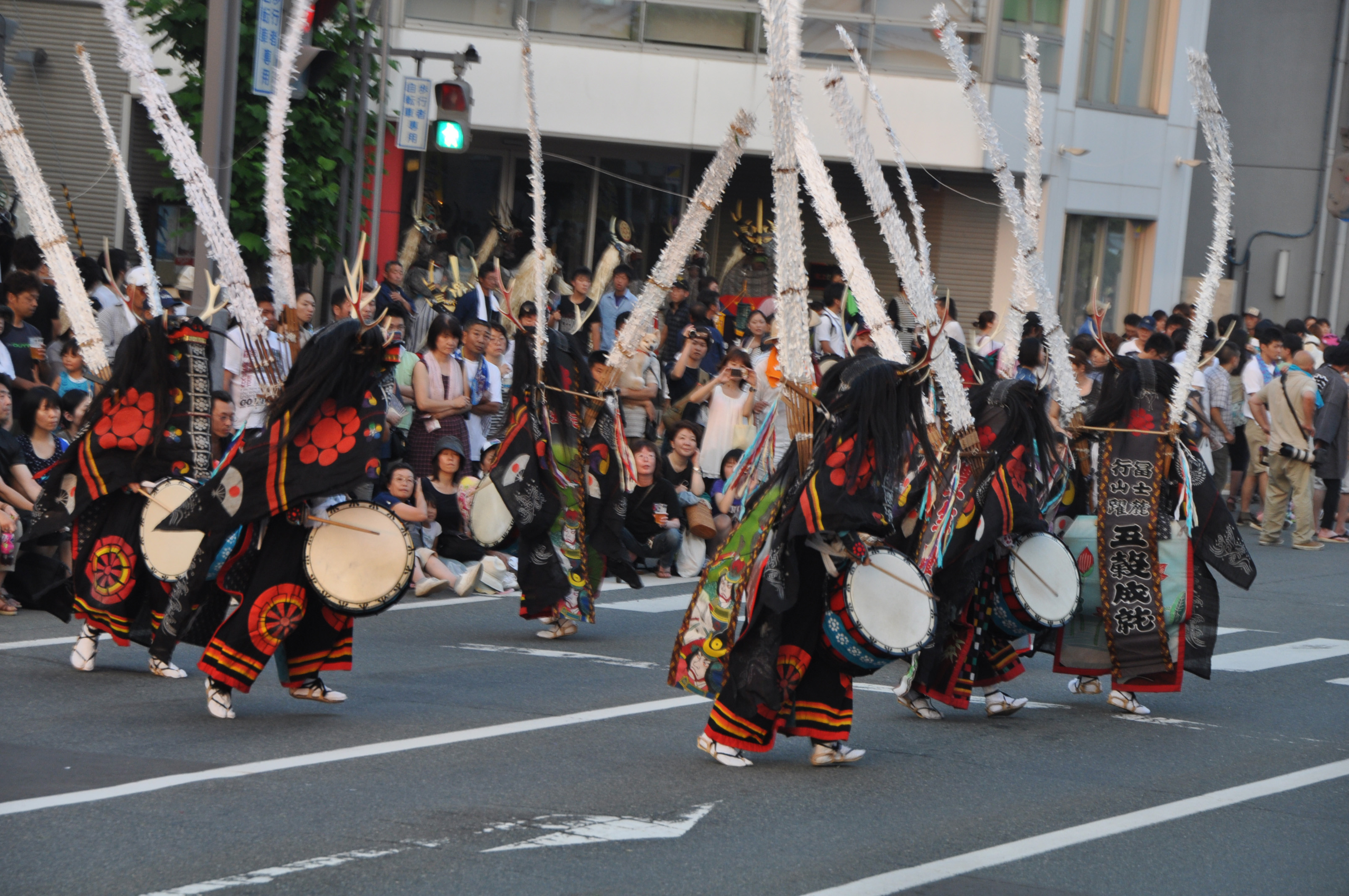
Танец оленей
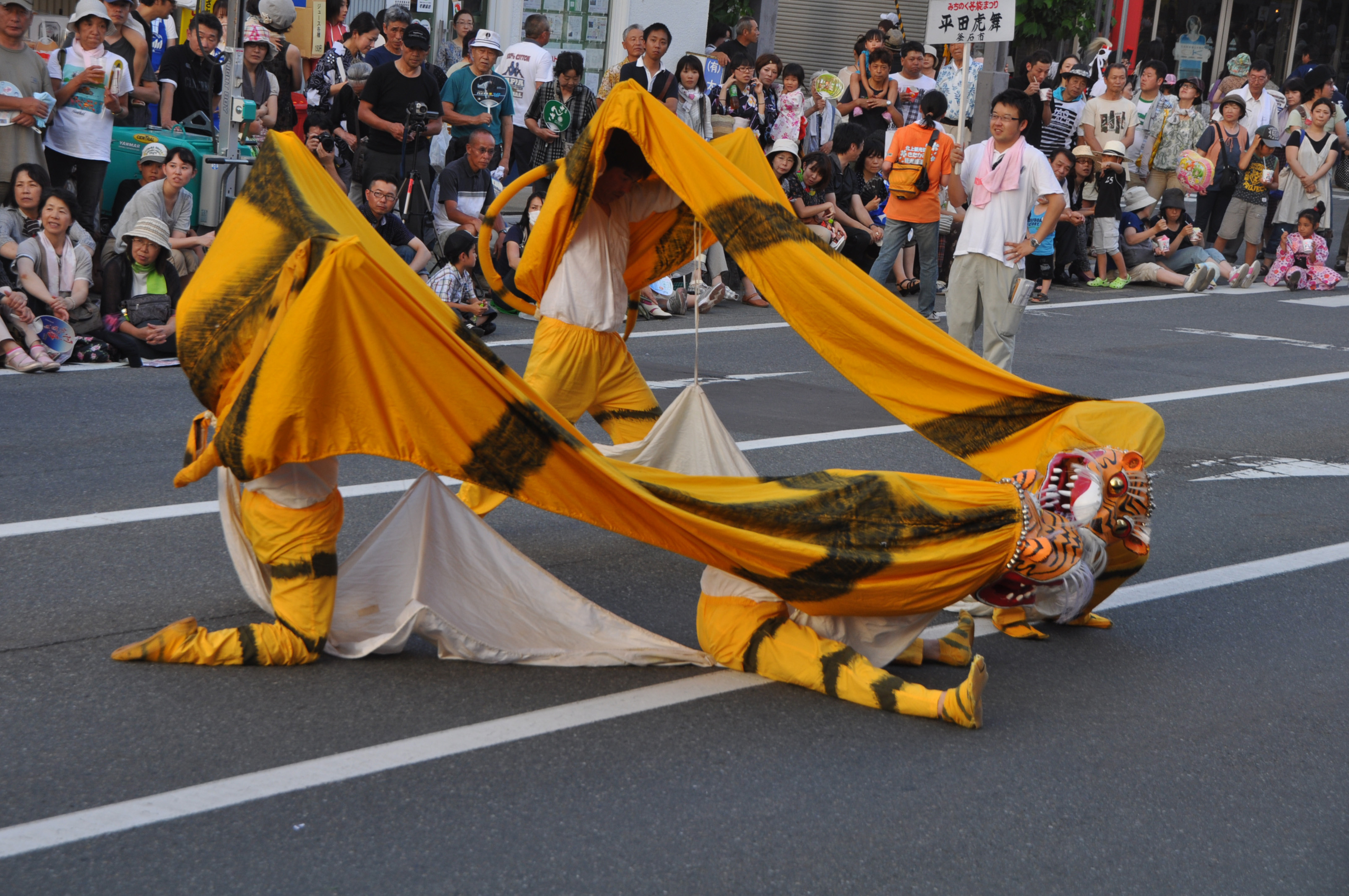
Танец тигров
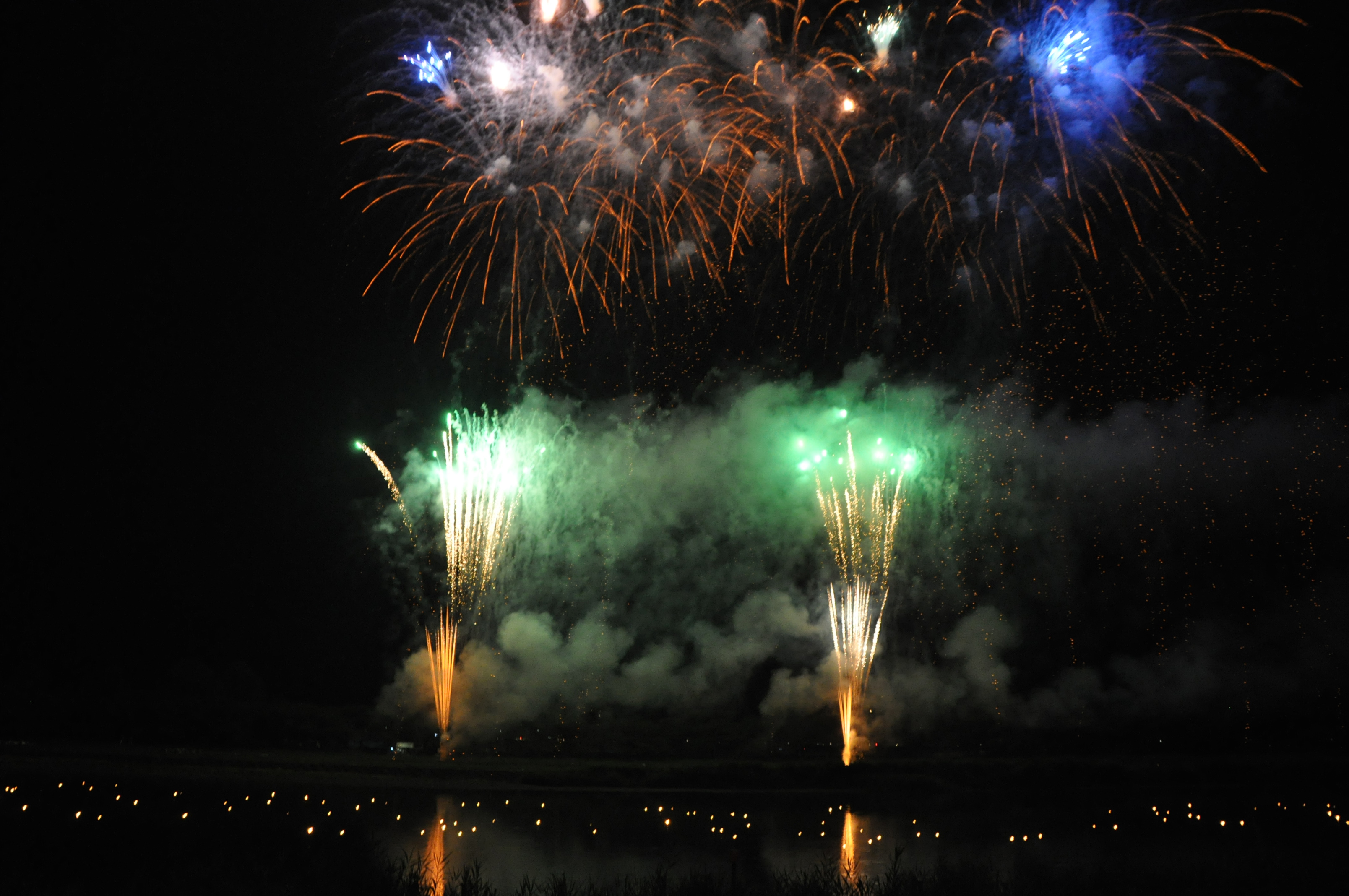
Фейерверк над рекой Китаками, и плавающие фонарики

## Местная кухня
Разновидность таро с красными клубнями под названием «Футагоимо» часто употребляется при приготовлении супа имони в префектуре Иватэ.
В районе Сараки варят местное саке. Представительными брендами являются «Kikuzakari» и «Onikembai».
Крокеты китаками, в которых используются четыре ингредиента: говядина, картофель, свинина и спаржа, продаются по собственному рецепту каждого заведения.